# Rváčov (Vysočina)
Rváčov je vesnice, část obce Vysočina v okrese Chrudim. Nachází se asi 1,5 km na východ od Vysočiny. Rváčov leží v katastrálním území Rváčov u Hlinska o rozloze 8,41 km². V katastrálním území Rváčov u Hlinska leží i Petrkov 1. díl a Svatý Mikuláš.
Jihovýchodně od vesnice letí přírodní památka Les na dolíku s výskytem dřípatky horské a jiné květeny. Pozornost kolemjdoucích budí svérázné obydlí Lubomíra Votavy vyzdobené dětskými panenkami.

## Další fotografie

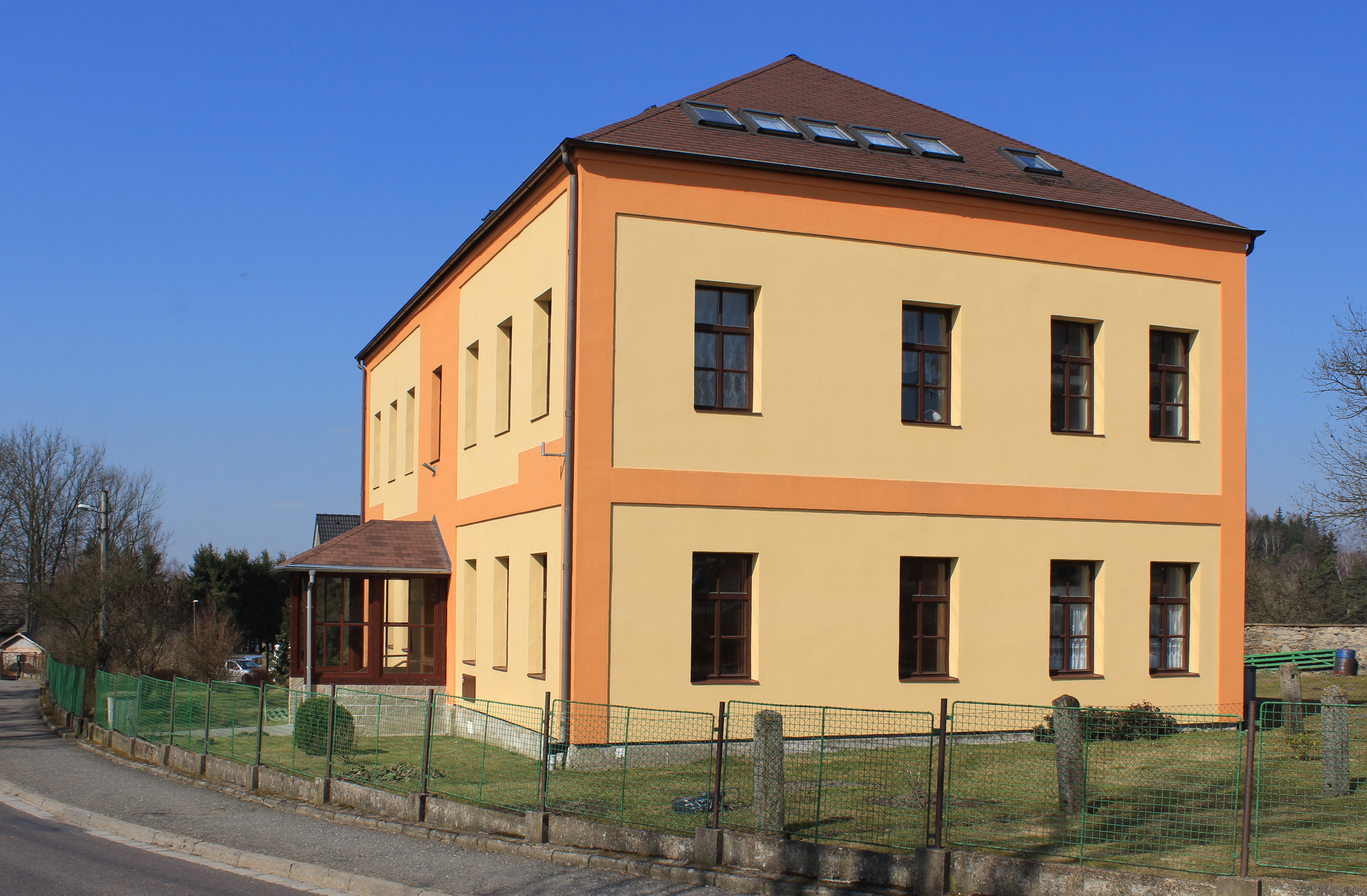
Bývalá škola
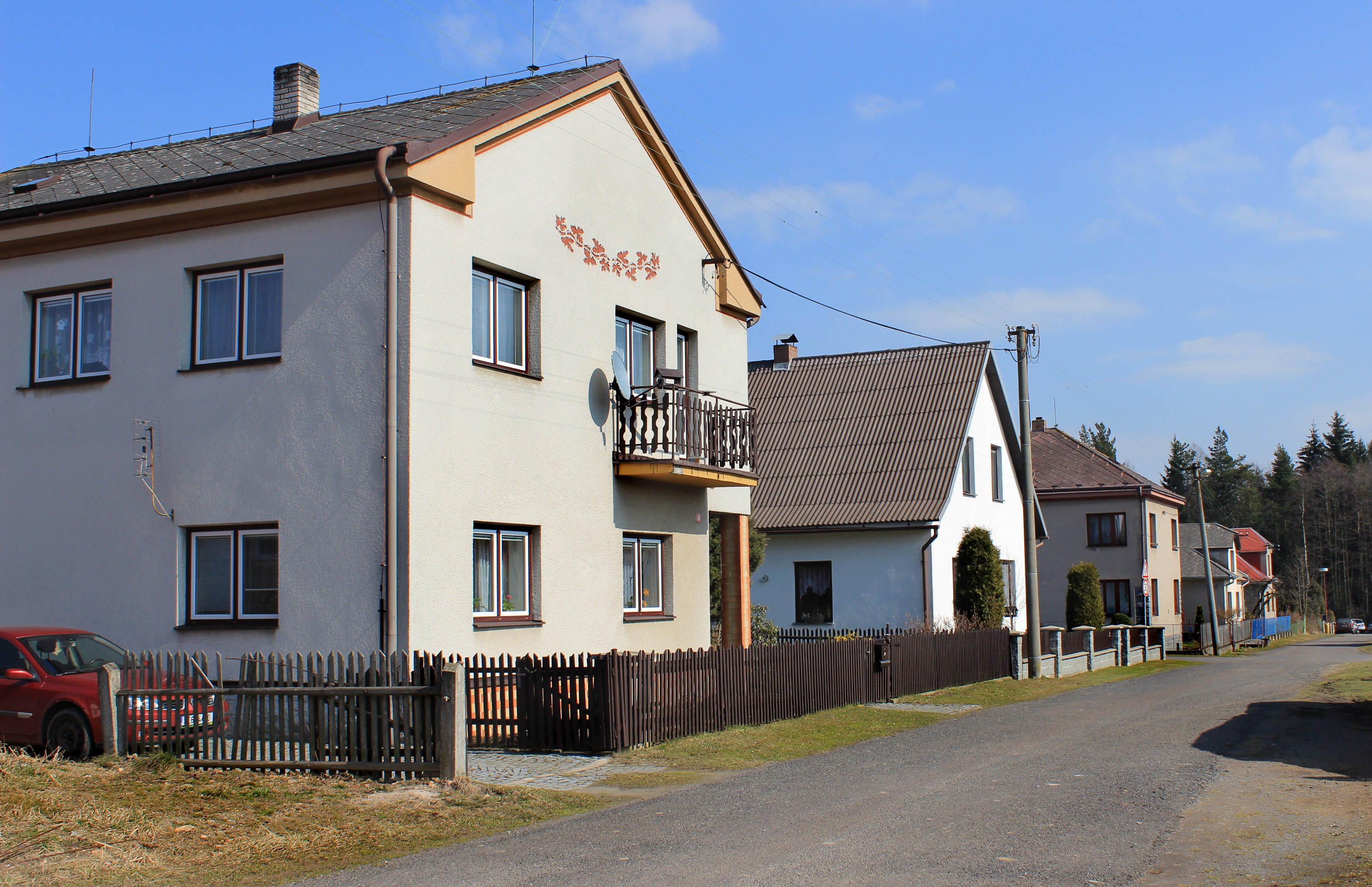
Východní část vesnice
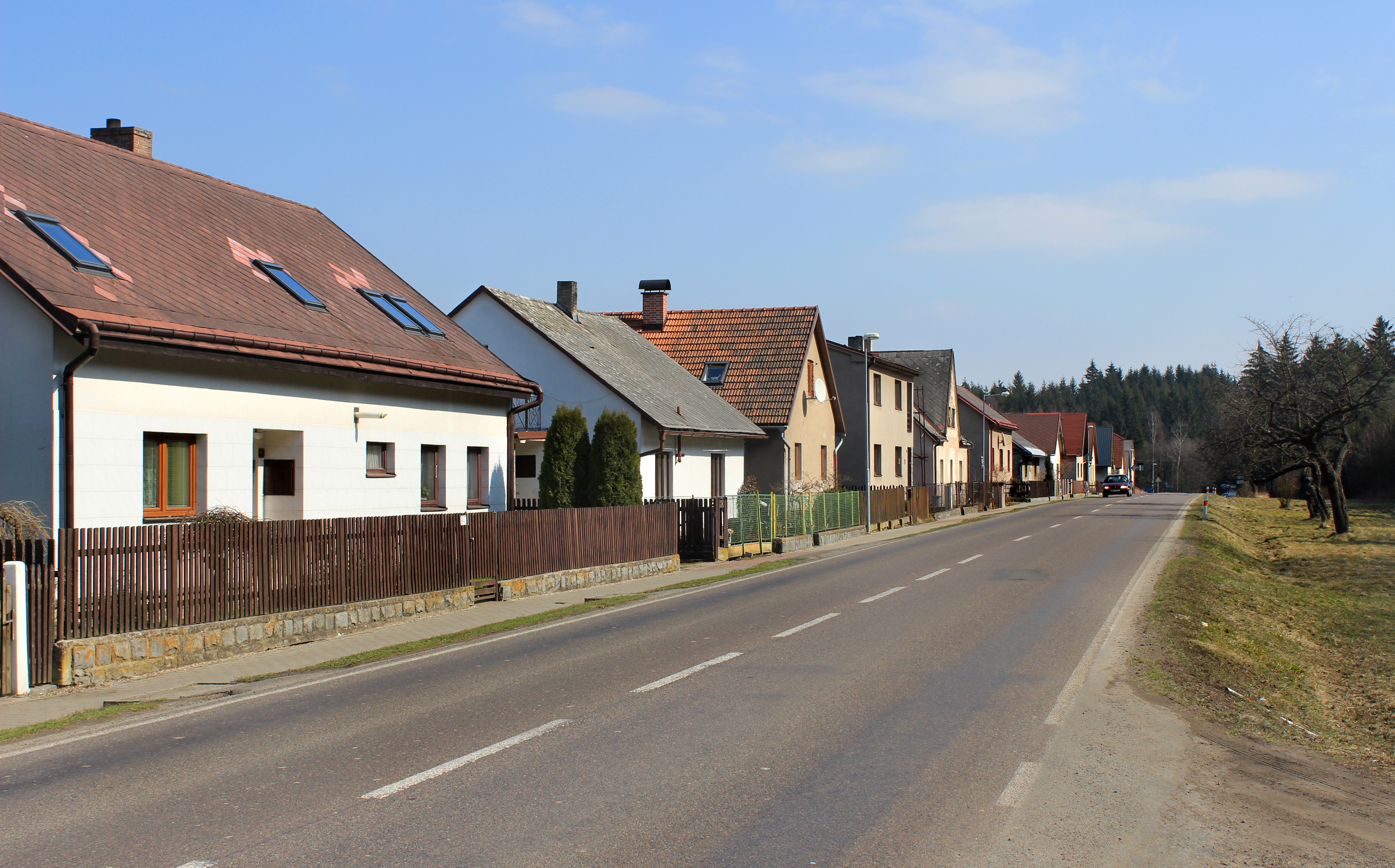
Silnice II. třídy č. 343
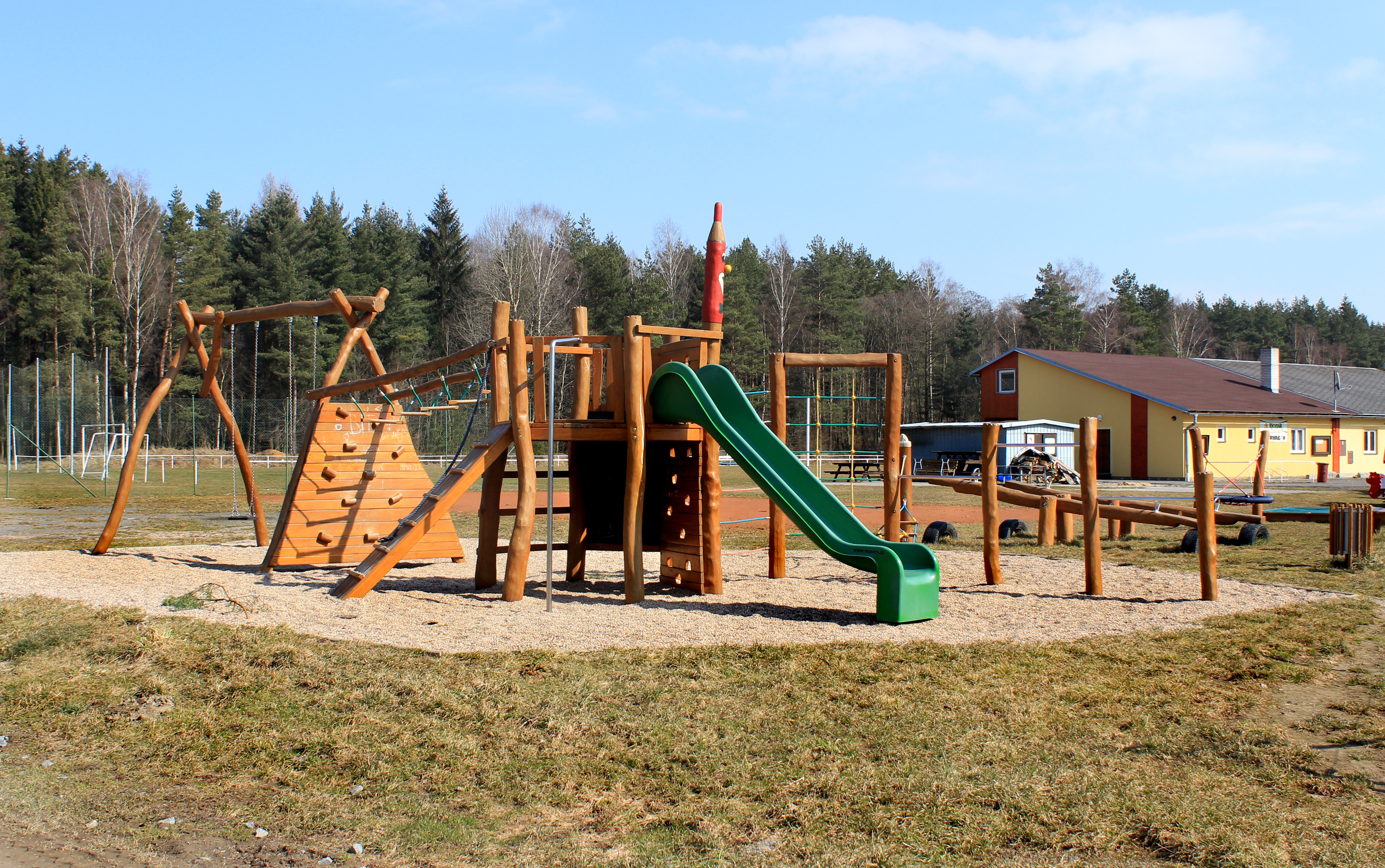
Hřiště